# Timber Circle
Timber Circles (englisch für Pfostenkreise) sind eine Denkmälergruppe der späten Jungstein- und der frühen Bronzezeit. Sie bestehen aus aufrechten Pfählen, die konzentrische Kreise bilden. Einige Anlagen werden als Henge bezeichnet, obwohl Henges Steinkreise mit Ringgräben sind. Formen und Größen der Timber Circles variieren. Die Kreise können auch exzentrisch (Bleasdale Timber Circle) sein. Gelegentlich wird Holz und Stein kombiniert. Pfostenkreise sind oft Teil einer umfassenderen Architektur und liegen innerhalb anderer Denkmalarten (z. B. Timber Circles im Henge Stanton Drew in Somerset).

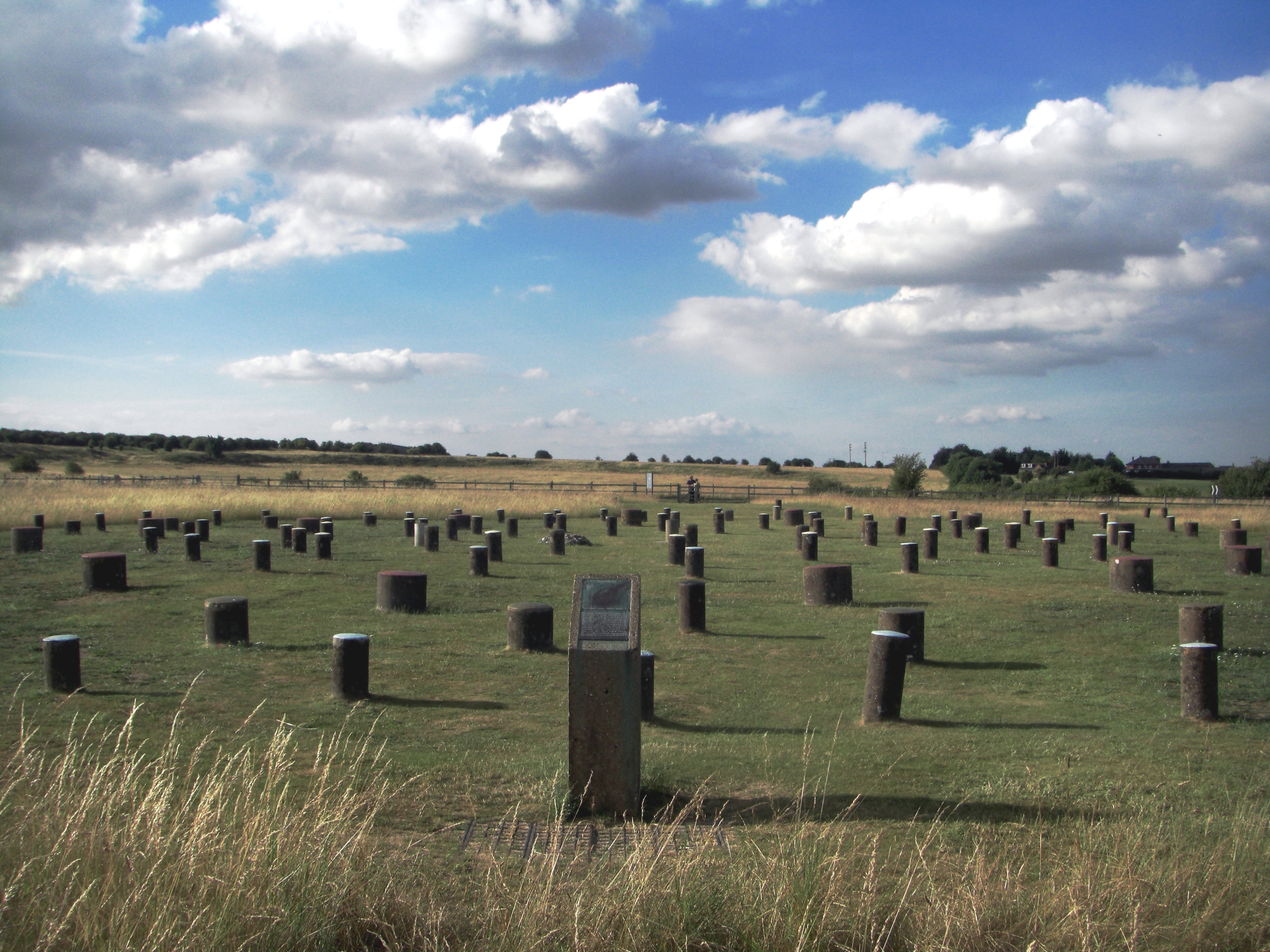
Die rekonstruierten Timber Circles von Woodhenge

Pfostensetzungen können auch ebenso wie Steinsetzungen, deren hölzerne Entsprechung sie darzustellen scheinen, wie Alleen als Doppelreihe zu einem Kreis führen (Mount Pleasant, Poole Timber Circle und Conygar Hill Timber Circle in Dorset, The Sanctuary in Wiltshire), während z. B. die Southern Circle von Durrington Walls (in Wiltshire) diese nicht aufweisen.

## Verbreitung
Timber Circles haben wegen der biologischen Abbaubarkeit des Holzes nie als ursprüngliche Strukturen überlebt. Sie sind meist nur durch archäologische Ausgrabungen bekannt, oder weil sie per Luftaufnahme (Stoke Fields Farm) erkannt wurden. Sie finden sich mehrheitlich in England (Bleasdale Timber Circle) Schottland (Meldon Bridge) und Wales, aber auch in Irland (Knowth Timber Circle) und Nordirland (Timber Circle von Ballygawley). Zu den wenigen Timber Circles, die halbwegs erhalten sind, zählt die in Anspielung auf Stonehenge als Seahenge bezeichnete Fundstelle an der Küste Norfolks. In Logabirum im Emsland wurde 1935 bei der Abtragung der Hügelaufschüttung ein nicht sehr sorgfältig errichteter, fünffacher konzentrischer Kreis aus 314 Pfosten freigelegt, dessen äußerer Durchmesser etwa 12,0 m betrug.

## Beschreibung
Die Pfostenlöcher enthalten oft die Steinpackungen, die die Pfosten aufrecht hielten. Schätzungen besagen, dass ein Drittel des Pfostens (Baumstamm) in der Erde steckte und zwei Drittel oberirdisch sichtbar war. Aus der Tiefe des Lochs wird auf die ehemals sichtbare Höhe der Pfosten geschlossen. Die Wissenschaft fängt erst an zu verstehen, in welcher Beziehung die Holzkreise zu den Denkmälern der späten Jungsteinzeit stehen. Vermutlich haben viele auch isoliert in anderen neolithischen Landschaften gestanden. Wo die Timber Circles neben Henges, Menhiren oder Steinkreisen liegen, gibt es eine Vielzahl von Interpretationen. Einer der schwierigsten Aspekte ist die chronologische Zuordnung.
Neben den runden Exemplaren gibt es auf den Britischen Inseln einige bereits entdeckte ovale (Einhegung von Hindwell in Wales), D- oder hufeisenförmige Pfostensetzungen, deren Äquivalente in Stein (z. B. Achavanich) ebenfalls existieren. Holzpfosten-Hufeisen finden sich beispielsweise:
- im Henge von Lugg[2] im County Dublin in Irland.
- im Timber Circle von Ballygawley in Nordirland,
- im Henge von Arminghall in Norfolk in England,
- im Steinkreis I von Machrie Moor auf der Isle of Arran in Schottland.

## Datierung
Es ist schwierig die Timber Circles zu datieren. Oft verbleibt wenig Material in den Pfostenlöchern. Ein Nachweis kann in „Verwitterungskegeln“ in den Pfostenlöchern gefunden werden. Diese Kegel entstanden vermutlich durch die Verrottung der Pfosten. Sie hinterlassen eine v-förmige Eintiefung, in der sich dann Material wie Keramik oder Feuerstein angesammelt hat. Allerdings ist auch vorstellbar, dass diese Einbringungen in das Loch später erfolgten oder zur Stabilisierung angebracht wurden. Einige Forscher nehmen an, dass die Menschen zu dem Denkmal gingen, als die Pfosten verfault waren und aus religiösen Gründen bewusst Material in die Kegel der Pfostenlöcher einbrachten.

## Irische Timber Circles
Die 2006 bis 2007 erfolgte Ausgrabung des Timber Circle von Ballygawley im County Tyrone in Nordirland erbrachte datierbare Holzfunde. Nach der Radiokarbonmethode wurde ermittelt, dass die Holzbauten in der Mitte des 3. Jahrtausends v. Chr. entstanden sind und einige Teile sogar älter waren.
Die Archäologen fanden mehrere Pfostensetzungen, die offenbar eine ältere Grubenreihe ersetzten. Es gab einen trapeoiden Vorbau auf der Seite, wo vermutlich der Zugang lag. Der äußere Kreis von Hölzern war wahrscheinlich mit Flechtwerk versehen, oder es gab in den Zwischenräumen eine Art Palisade, so dass der innere Kreis unsichtbar war.
In Newgrange wurden, ähnlich wie in Knowth, bei jüngeren Grabungen zwei Timber Circles in der Nähe des Haupthügels gefunden. Der östliche bestand aus fünf konzentrischen Grubenreihen. Der äußere Ring enthielt Holzpfosten. Der nächste Ring hatte eine Tonauskleidung und wurde verwendet, um tierische Überreste zu verbrennen. Die drei inneren Grubenringe wurden ausgehoben, um die Überreste von Tieropfern aufzunehmen. Innerhalb des Kreises wurden Pfostenlöcher mit Keramik und Feuersteinabschlägen gefunden. Der westliche Kreis bestand aus konzentrischen Reihen von Pfostenlöchern und Gruben, die einen Kreis von 20 Metern Durchmesser bildeten.